# Хонда Ф1
Хонда Рейсинг Ф1 е конструктор от Формула 1, създаден през 1960 година, но във Формула 1 като самостоятелен тим се завръща като наследник на Бритиш Американ Рейсинг (БАР) и Тирел.
Предшественикът на тима, компанията собственик – БАР, са спонсорирали тимове и преди да навлязат самостоятелно във Формула 1, но през 1997 година се свързват с мениджъра Крейг Полок, за да създадат свой тим. Така се стига до купуването на тима от Формула 1 – Тирел за 30 млн. паунда. През 1998 година официалното име на тима остава Тирел, но през 1999 г. вече носи името БАР.
През септември 2005 година Хонда закупуват пакета акции и стават еднолични собственици на тима. От 2006 година официално се нарича Хонда Ф1.

## Двигател
Хонда е дългогодишен доставчик на двигатели за болиди от Формула 1.
Компанията има 72 победи и 77 Пол Позишъни във формула 1.
Доставяла е двигатели за:
- Спирит Рейсинг 6 1983
- Уилямс 130 1983 – 1987
- Лотус 64 1987 – 1988
- Макларън 160 1988 – 1992
- Тирел 32 1991
- БАР 204 2000 – 2005
- Джордан Гранд При 68 2001 – 2002
- Супер Агури Ф1 15 2006

## За екипа
Директор на тима е Шухей Накамото.
Пилоти за сезон 2006 са британецът Дженсън Бътън и бразилецът Рубенс Барикело. Тест пилоти са Антъни Дейвидсън и Джеймс Розитер.

## За болида
През сезон 2006 тимът е с V8-двигател Хонда, гумите са доставени от френската фирма Мишлен. През 2007 г. гумите са Бриджстоун.

## Статистика
Към септември 2007
Стартове – 65
Победи – 3
Втори места – 3
Трети места – 8
Пол Позишъни – 2
НБО – 3
Обиколки като лидер – 103
Общо набрани точки – 113

## Пилоти, карали в тима през годините
- Рони Бъкнъм 11 1964 – 1966
- Ричи Гинтър 11 1965 – 1966
- Джон Съртис 21 1967 – 1968
- Жо Шлесер 1 1968
- Дейвид Хобс 1 1968
- Йо Боние 1 1968
- Рубенс Барикело 15 2006
- Дженсън Бътън 15 2006

### Победи на Хонда във Формула 1
| N | Година | Пилот         | Двигател | Гуми | Голяма награда | Писта            | Статистика |
| - | ------ | ------------- | -------- | ---- | -------------- | ---------------- | ---------- |
| 1 | 1965   | Ричи Гинтър   | Хонда    | Г    | Мексико        | Ерманос Родригес | Статистика |
| 2 | 1967   | Джон Съртис   | Хонда    | Ф    | Италия         | Монца            | Статистика |
| 3 | 2006   | Дженсън Бътън | Хонда    | М    | Унгария        | Хунгароринг      | Статистика |

## Адрес
Honda F1 Team, Brackley, Northants, NN13 7BD